# H8M5
H8M5 – album studyjny polskiego rapera Białasa. Wydawnictwo ukazało się 5 sierpnia 2020 roku nakładem wytwórni muzycznej SBM Label.
Jeszcze przed premierą, 31 lipca 2020, album uzyskał status złotej płyty. Wydawnictwo zajmowało czołowe miejsce na liście sprzedażowej OLiS (sprzedaż w okresie 31 lipca – 6 sierpnia, 7–13, 14–20 sierpnia 2020).
Gościnnie na płycie wystąpili: Grzegorz Ciechowski, Szpaku, Bedoes, Kara, Pezet, Smolasty, Mata, ADM, Beteo i White 2115.

## Lista utworów
Opracowano na podstawie materiału źródłowego.
CD 1
| 1.  | „Inwazja” (gościnnie: Grzegorz Ciechowski) | 2:25  |
|     |                                            |       |
| 2.  | „Sępy” (gościnnie: Szpaku)                 | 3:04  |
|     |                                            |       |
| 3.  | „Nowa Legenda”                             | 3:16  |
|     |                                            |       |
| 4.  | „Pod Nadzorem”                             | 2:36  |
|     |                                            |       |
| 5.  | „Moja Wina”                                | 2:25  |
|     |                                            |       |
| 6.  | „Morfina” (gościnnie: Bedoes)              | 2:20  |
|     |                                            |       |
| 7.  | „Potępiony” (gościnnie: Kara)              | 3:32  |
|     |                                            |       |
| 8.  | „Na Ulicy”                                 | 3:03  |
|     |                                            |       |
| 9.  | „W Imię Ojca Trapu”                        | 2:29  |
|     |                                            |       |
| 10. | „Swoosh Gang” (gościnnie: Pezet)           | 3:15  |
|     |                                            |       |
| 11. | „Toniemy” (gościnnie: Smolasty)            | 3:19  |
|     |                                            |       |
| 12. | „Prawdziwy Król”                           | 2:34  |
|     |                                            |       |
|     |                                            | 34:18 |
|     |                                            |       |
W wersji preorder do albumu dołączano również płyty: H8, ME oraz singel Art-Hop (zestaw 4CD). W wersji standardowej oraz w serwisach streamingowych dystrybuowany jest drugi krążek, zawierający następujące utwory:
CD 2
| 1.  | „Drift” (gościnnie: Mata)               | 2:47  |
|     |                                         |       |
| 2.  | „Skit 1”                                | 0:19  |
|     |                                         |       |
| 3.  | „Ból dupy” (gościnnie: ADM)             | 3:45  |
|     |                                         |       |
| 4.  | „Zło jest wszędzie” (gościnnie: Bedoes) | 2:45  |
|     |                                         |       |
| 5.  | „Skit 2”                                | 0:21  |
|     |                                         |       |
| 6.  | „Pasy” (gościnnie: Beteo)               | 2:58  |
|     |                                         |       |
| 7.  | „Skit 3”                                | 0:25  |
|     |                                         |       |
| 8.  | „Smutne miasteczko” (gościnnie: Szpaku) | 3:11  |
|     |                                         |       |
| 9.  | „Sweet home” (gościnnie: White 2115)    | 3:16  |
|     |                                         |       |
| 10. | „Skit 4”                                | 0:30  |
|     |                                         |       |
| 11. | „PDW” (gościnnie: Mata)                 | 3:09  |
|     |                                         |       |
| 12. | „Shuriken”                              | 3:15  |
|     |                                         |       |
| 13. | „Skit 5”                                | 0:11  |
|     |                                         |       |
| 14. | „Piękna”                                | 2:46  |
|     |                                         |       |
| 15. | „Skit 6”                                | 0:08  |
|     |                                         |       |
| 16. | „Trapsos”                               | 2:55  |
|     |                                         |       |
| 17. | „Skit 7”                                | 0:09  |
|     |                                         |       |
| 18. | „Łzy Feniksa”                           | 3:06  |
|     |                                         |       |
|     |                                         | 35:56 |
|     |                                         |       |

## Sprzedaż

### Pozycje w notowaniach OLiS
OLiS jest ogólnopolskim notowaniem, tworzonym przez agencję TNS Polska na podstawie sprzedaży albumów muzycznych na nośnikach fizycznych (nie uwzględnia zatem informacji o pobraniach w formacie digital download czy odtworzeniach w serwisach streamingowych).
| Tydzień | 1      | 2      | 3      | 4      | 5      | 6      | 7      | 8      | 9      | 10     | 11     | 12     |
| ------- | ------ | ------ | ------ | ------ | ------ | ------ | ------ | ------ | ------ | ------ | ------ | ------ |
| Pozycja | 1      | 1      | 1      | 1      | 6      | 17     | 11     | 12     | 21     | 30     | 25     | 38     |
| Źródło  | [ 13 ] | [ 14 ] | [ 15 ] | [ 16 ] | [ 17 ] | [ 18 ] | [ 19 ] | [ 20 ] | [ 21 ] | [ 22 ] | [ 23 ] | [ 24 ] |

| Miesiąc       | Pozycja |
| ------------- | ------- |
| Sierpień 2020 | 1       |

| Miesiąc | Pozycja |
| ------- | ------- |
| 2020    | 21      |

### Certyfikaty ZPAV
Certyfikaty sprzedaży są wystawiane przez Związek Producentów Audio-Video za osiągnięcie określonej liczby sprzedanych egzemplarzy, obliczanej na podstawie kupionych kopii fizycznych i cyfrowych, a także odtworzeń w serwisach streamingowych.
| Data             | Sprzedaż | Certyfikat         |
| ---------------- | -------- | ------------------ |
| 3 września 2020  | 15 000+  | złota płyta        |
| 4 listopada 2020 | 30 000+  | platynowa płyta    |
| 8 czerwca 2022   | 60 000+  | 2× platynowa płyta |
| 28 grudnia 2023  | 90 000+  | 3× platynowa płyta |